# Christiane Amanpourová
Christiane Amanpourová (* 12. ledna 1958 Londýn) je britská novinářka íránského původu. V současnosti pracuje pro CNN, kde má mj. pravidelný rozhovorový pořad Amanpour.

## Život
Její otec byl íránský muslim, matka anglická křesťanka. Je neteří generála Nadera Jahanbaniho, který velel téměř 20 let íránskému letectvu, než ho popravili islámští revolucionáři v roce 1979. Její rodina byla spřízněna přímo s královskou rodinou Pahlaví. V mládí žila nějaký čas v Teheránu a mluví plynně persky. Od jedenácti let žila v Anglii, vysokou školu ale vystudovala v USA, a to žurnalistiku na University of Rhode Island v Kingstonu. Roku 1983 začala pracovat pro CNN, brzy jako zahraniční reportérka. Její první velkou příležitostí bylo zpravodajství z Blízkého východu o íránsko-irácké válce. V roce 1986 byla převelena do východní Evropy a pokrývala tak i pád Berlínské zdi a konec komunismu v roce 1989. Poté byla vyslána reportovat Válku v Perském zálivu roku 1991. Poté pokrývala konflikt v Jugoslávii. Tehdy však také čelila první kritice. Někteří kritici upozornili, že její reportáže jsou příliš emocionální a zjevně nadržují bosenským muslimům. Nakonec přiznala, že skutečně muslimům stranila. „Existují určité situace, ve kterých prostě nemůžete být neutrální. Když jste neutrální, stáváte se komplicem,“ hájila se. V roce 2009 začala vysílat svůj rozhovorový pořad Amanpour. Hostem tohoto pořadu byli mj. íránští prezidenti Muhammad Chátamí a Mahmúd Ahmadínežád. V roce 2010 přešla nakrátko na ABC News, kde měla mj. známý rozhovor s Muammarem Kaddáfím, ale v roce 2012 se vrátila na CNN. Od roku 2013 se angažuje v tématu syrské občanské války a vyzývá k zásahu proti silám Bašára Asada. Velmi kritizovala administrativu Barracka Obamy za nečinnost v této věci. V roce 2007 vystoupila na konferenci konferenci Forum 2000 v Praze. V roce 2017 v jejím pořadu vystoupil i český premiér Andrej Babiš.